# Landsförbundet Svenska Samer
Landsförbundet Svenska Samer är en svensk samisk intresseorganisation.
Landsförbundet Svenska Samer arbetar för samernas etniska, kulturella, social, ekonomiska och juridiska intressen.  Det har sitt säte i Ängelholm. 
I de första valen till Sametinget deltog både renodlade politiska partier och andra grupperingar. Riksorganisationen Landsförbundet Svenska Samer (LSS) deltog i 1993 års val och fick tre mandat. Även vid sametingsvalet 1997 fick organisationen tre mandat. Under den senare perioden splittrades ledamotsgruppen och två nya partier bildades: Landspartiet Svenska Samer och Laahkoeh .
Ordförande är Kerstin Lingebrant Vinka .